# Raubmilben
Raubmilben (Gamasina, früher: Gamasida) sind eine Gruppe, die innerhalb der Milben (Acari) zur Überordnung Parasitiformes gehören. 

## Merkmale
Raubmilben gehören wie alle Milben zu den Spinnentieren und besitzen ursprünglich vier Beinpaare. Bei den Nymphenstadien der Raubmilben und bei vielen Arten ist die Anzahl der Beine jedoch reduziert. Sie haben meist nur drei Beinpaare.

## Verwendung in der biologischen Schädlingsbekämpfung
Als Nützlinge werden Raubmilben teilweise gezielt zur Schädlingsbekämpfung eingesetzt. Dies kommt in der ökologischen Landwirtschaft und im ökologischen Weinbau, integrierten Weinbau und Obstbau zur Anwendung, da wegen des eingeschränkten chemischen Pflanzenschutzes höhere Populationen erwartet werden können und die Raubmilben so die Schädlinge wie Spinnmilben und Kräuselmilben unter Kontrolle bringen können.
In Österreich werden derzeit Unter-Glas Kulturen im Gemüse- und Zierpflanzenbau auch in der integrierten Pflanzenproduktion zu einem großen Teil mit Nützlingen wie Raubmilben behandelt. Für Raubmilben ist in Österreich, wie auch in vielen anderen EU-Ländern, ein Zulassungsverfahren für Pflanzenschutzmittel verpflichtend, um diese als solche in den Verkehr bringen zu dürfen.
Im Weinbau ist die Raubmilbe Typhlodromus pyri von großer Bedeutung. Sie ist in Weingärten bei Durchführung eines nützlingsschonenden Pflanzenschutzes (Integrierte Produktion, Biologischer Weinbau) ausreichend vorhanden und kann schädliche Milben so unterdrücken, dass keine Schäden durch diese Arten bzw. Artengruppen (Rote Spinne, Bohnenspinnmilbe, Kräuselmilben, Pockenmilben, junge Schildlauslarven oder Thripse) über der wirtschaftlichen Schadensschwelle verursacht werden. Pflanzenschutzmittel sind heute auf die Schädigung von Nützlingen geprüft und danach werden entsprechende Empfehlungen gegeben.

## Systematik
Die Kohorte (früher auch Unterordnung) wird wie folgt gegliedert: 
Unterkohorte Epicriiae
- Überfamilie Epicrioidea
  - Familie Epicriidae (4 Gattungen, 17 Arten)
- Überfamilie Zerconoidea
  - Familie Zerconidae (37 Gattungen, 214 Arten)
  - Familie Coprozerconidae (1 Art)

Unterkohorte Arctacariae 
- Überfamilie Arctacaroidea 
  - Familie Arctacaridae (2 Gattungen, 6 Arten)

Unterkohorte Parasitiae 
- Überfamilie Parasitoidea 
  - Familie Parasitidae (32 Gattungen, 363 Arten)

Unterkohorte Dermanyssiae
- Überfamilie Rhodacaroidea
  - Familie Ologamasidae (36 Gattungen, 236 Arten)
  - Familie Rhodacaridae (18 Gattungen, 63 Arten)
  - Familie Digamasellidae (5 Gattungen, 170 Arten)
  - Familie Laelaptonyssidae (1 Gattung, 6 Arten)
  - Familie Teranyssidae (1 Art)
  - Familie Halolaelapidae (6 Gattungen, 56 Arten) (früher in der Überfamilie Ascoidea)
- Überfamilie Veigaioidea
  - Familie Veigaiidae (4 Gattungen, 59 Arten)
- Überfamilie Eviphidoidea
  - Familie Eviphididae (15 Gattungen, 78 Arten)
  - Familie Macrochelidae (26 Gattungen, 248 Arten)
  - Familie Pachylaelapidae (18 Gattungen, 86 Arten)
  - Familie Parholaspididae (12 Gattungen, 91 Arten)
- Überfamilie Ascoidea
  - Familie Ascidae (39 Gattungen, 558 Arten)
  - Familie Ameroseiidae (10 Gattungen, 64 Arten)
  - Familie Melicharidae
- Überfamilie Phytoseioidea
  - Familie Phytoseiidae (67 Gattungen, 2000 Arten)
  - Familie Blattisociidae
  - Familie Otopheidomenidae (9 Gattungen, 18 Arten)
  - Familie Podocinidae (7 Gattungen, 25 Arten)
- Überfamilie Dermanyssoidea
  - Familie Laelapidae (134 Gattungen, 746 Arten)
  - Familie Larvamimidae (1 Gattung, 4 Arten)
  - Familie Varroidae (1 Gattung, 5 Arten)
  - Familie Dermanyssidae (5 Gattungen, 37 Arten)
  - Familie Iphiopsididae (10 Gattungen, 45 Arten) (früher als Unterfamilie in Laelapidae)
  - Familie Hystrichonyssidae (1 Art)
  - Familie Macronyssidae (26 Gattungen, 127 Arten)
  - Familie Rhinonyssidae (30 Gattungen, 160 Arten)
  - Familie Spinturnicidae (13 Gattungen, 48 Arten)
  - Familie Spelaeorhynchidae (1 Gattung, 5 Arten)
  - Familie Halarachnidae (7 Gattungen, 10 Arten)
  - Familie Entonyssidae (7 Gattungen, 9 Arten)
  - Familie Ixodorhynchidae (8 Gattungen, 12 Arten)
  - Familie Dasyponyssidae (2 Gattungen, 2 Arten)
  - Familie Manitherionyssidae (1 Art)

## Nachweise
1. ↑  Horst Diedrich Mohr (Hrsg.): Farbatlas Krankheiten, Schädlinge und Nützlinge an der Weinrebe. Eugen Ulmer, Stuttgart 2005, ISBN 3-8001-4148-5.
2. ↑  Gerald W. Krantz, David E. Walter (Hrsg.): A Manual of Acarology. 3rd edition, Texas Tech University Press, Lubbock TX 2009, ISBN 978-0-89672-620-8, S. 138–157.
3. ↑  Wolfgang Karg: Acari (Acarina), Milben Parasitiformes (Anactinochaeta), Cohors Gamasina Leach, Raubmilben (= Die Tierwelt Deutschlands und der angrenzenden Meeresteile nach ihren Merkmalen und ihrer Lebensweise. Tl. 59). 2., überarbeitete Auflage. Gustav Fischer, Jena 1993, ISBN 3-334-60445-4.